# NHK妙高杉野沢テレビ中継局
NHK妙高杉野沢テレビ中継局（エヌエイチケイみょうこうすぎのさわテレビちゅうけいきょく）は、新潟県妙高市に所在したNHK新潟放送局のテレビ中継局である。地上アナログ放送が設置されていたが、地上デジタル放送は非該当のため、2011年7月24日の地上アナログ放送終了時に廃局となった。なお地上デジタル放送は、妙高高原局や新井局などを受信するか共同受信設備など視聴することとなる。

## 概要
妙高市杉野沢（杉野沢小学校北西高地）に置かれ、該当地区などへ電波を発射していた。なお、在盛民放局は当地に中継局を置いていないため、周辺局で視聴している世帯が多い。

## 中継局概要
| 放送局名          | チャンネル | 空中線電力        | ERP                 | 放送対象地域 | 放送区域内世帯数 |
| NHK新潟総合テレビ | 46ch       | 映像1W /音声250mW | 映像5.5W /音声1.35W | 新潟県       | 約-世帯          |
| NHK新潟教育テレビ | 48ch       | 映像1W /音声250mW | 映像5.6W /音声1.4W  | 全国放送     | 約-世帯          |